# 布谷東京ビル
布谷東京ビル（ぬのたにとうきょうビル、布谷NCビル、布谷ビルとも）とは、かつて東京都江戸川区中央1丁目に存在した建築物。建築工事・不動産事業などを手掛けていた株式会社布谷（本社・大阪市浪速区、2000年11月倒産）の東京本社として使われた。建築家ピーター・アイゼンマンによって「脱構築」を志向して設計された。

## 概要
1992年8月に竣工。基本設計はアイゼンマン・アーキテクツ。施工は錢高組と布谷。
建物規模は鉄骨造地下2階 地上6階建て、建築面積 709.58㎡、延床面積3,966.75㎡。建築費は約25億円。
外観は半ば地下に落ち込むかのように傾いていた。建物の内部も壁が傾くなど、安定した座標軸を持つ空間ではなく、立つ場所がそのつど固有な場という形であった。
布谷が2000年に倒産した後、建物は大阪地方裁判所によって競売に出された。2003年の落札後に大幅に改修され、現在は老人ホームとなっている。